# 5821 Yukiomaeda
5821 Yukiomaeda è un asteroide della fascia principale. Scoperto nel 1989, presenta un'orbita caratterizzata da un semiasse maggiore pari a 2,4495531 UA e da un'eccentricità di 0,1386381, inclinata di 1,69196° rispetto all'eclittica.
L'asteroide è dedicato al giapponese Yukio Maeda, astrofilo ed ingegnere spaziale.